# Paul-Henri de Le Rue
Paul-Henri de Le Rue (ur. 17 kwietnia 1984 w Lannemezan) – francuski snowboardzista, brązowy medalista olimpijski i mistrz świata juniorów.

## Kariera
Po raz pierwszy na arenie międzynarodowej pojawił się 8 marca 1998 roku w Les Angles, gdzie w zawodach FIS Race zajął 42. miejsce w gigancie. W 2002 roku wystartował na mistrzostwach świata juniorów w Rovaniemi, gdzie zajął 22. miejsce w snowcrossie. Jeszcze dwukrotnie startował na imprezach tego cyklu, najlepszy wynik osiągając podczas rozgrywanych dwa lata później mistrzostw świata juniorów w Oberwiesenthal, gdzie w tej samej konkurencji zdobył złoty medal.
W zawodach Pucharu Świata zadebiutował 13 stycznia 2001 roku w Morzine, zajmując 43. miejsce w snowcrossie. Pierwsze pucharowe punkty wywalczył 17 listopada 2001 roku w Tignes, zajmując 25. miejsce w tej samej konkurencji. Na podium zawodów tego cyklu po raz pierwszy stanął 6 marca 2005 roku w Lake Placid, kończąc rywalizację w snowcrossie na drugiej pozycji. W zawodach tych rozdzielił swego brata, Xaviera i Ueliego Kestenholza ze Szwajcarii. Łącznie piec razy stawał na podium zawodów PŚ, jednak nie odniósł żadnego zwycięstwa. Najlepsze wyniki osiągnął w sezonach 2004/2005 i sezon 2010/2011, kiedy to zajmował siódme miejsce w klasyfikacji snowcrossu.
Jego największym sukcesem jest brązowy medal w snowcrossie zdobyty na igrzyskach olimpijskich w Turynie w 2006 roku. Wyprzedzili go tam tylko Seth Wescott z USA i Radoslav Židek ze Słowacji. Był to jego jedyny medal wywalczony na międzynarodowej imprezie tej rangi. Na rozgrywanych cztery lata później igrzyskach w Vancouver zajął 25. miejsce. Brał również udział w igrzyskach olimpijskich w Soczi w 2014 roku, gdzie był czwarty, przegrywając walkę o podium z Alexem Deiboldem z USA. Zajął też między innymi piąte miejsce na mistrzostwach świata w Arosie w 2007 roku.
W 2015 roku zakończył karierę.
Jego brat Xavier de Le Rue również był snowboardzistą.

## Osiągnięcia

### Igrzyska olimpijskie
| Miejsce | Dzień     | Rok  | Miejscowość | Konkurencja    | Zwycięzca       |
| ------- | --------- | ---- | ----------- | -------------- | --------------- |
| 3.      | 16 lutego | 2006 | Turyn       | Snowboardcross | Seth Wescott    |
| 25.     | 15 lutego | 2010 | Vancouver   | Snowboardcross | Seth Wescott    |
| 4.      | 18 lutego | 2014 | Soczi       | Snowboardcross | Pierre Vaultier |

### Mistrzostwa świata
| Miejsce | Dzień       | Rok  | Miejscowość | Konkurencja    | Zwycięzca        |
| ------- | ----------- | ---- | ----------- | -------------- | ---------------- |
| 5.      | 14 stycznia | 2007 | Arosa       | Snowboardcross | Xavier de Le Rue |
| 32.     | 18 stycznia | 2009 | Gangwon     | Snowboardcross | Markus Schairer  |
| 10.     | 18 stycznia | 2011 | La Molina   | Snowboardcross | Alex Pullin      |
| 37.     | 26 stycznia | 2013 | Stoneham    | Snowboardcross | Alex Pullin      |
| 24.     | 16 stycznia | 2015 | Kreischberg | Snowboardcross | Luca Matteotti   |

### Puchar Świata

#### Miejsca w klasyfikacji generalnej
- sezon 2000/2001: -
- sezon 2001/2002: -
- sezon 2002/2003: -
- sezon 2003/2004: -
- sezon 2004/2005: -
- sezon 2005/2006: 25.
- sezon 2007/2008: 35.
- sezon 2008/2009: 60.
- sezon 2009/2010: 53.
  - SBX[1]
- sezon 2010/2011: 7.
- sezon 2011/2012: 25.
- sezon 2012/2013: 31.
- sezon 2013/2014: 26.
- sezon 2014/2015: 38.

#### Miejsca na podium
1. Lake Placid – 6 marca 2005 (snowcross) - 2. miejsce
2. Tandådalen – 17 marca 2005 (snowcross) - 3. miejsce
3. Whistler – 8 grudnia 2005 (snowcross) - 3. miejsce
4. Stoneham – 7 marca 2008 (snowcross) - 2. miejsce
5. Arosa – 24 marca 2011 (snowcross) - 3. miejsce